# Sara Bormann
Sara Bormann (* 1982 in Emmerich am Rhein) ist eine deutsche Ökonomin. Sie ist Lehrstuhlinhaberin der Professur für Rechnungswesen, insbesondere Management Control an der Goethe-Universität Frankfurt.

## Leben
Nach der Promotion 2015 zum Dr. rer. pol. an der Universität Mannheim war sie von 2015 bis 2017 Post-Doc an der Olin Business School der Washington University in St. Louis. Von 2018 bis 2019 war sie Visiting Assistant Professor an der Frankfurt School of Finance and Management. Seit 2019 ist sie Professorin für Rechnungswesen, insb. Management Control am Fachbereich Wirtschaftswissenschaften der Goethe-Universität.
Ihre Forschungsschwerpunkte sind Anreizverträge und Performancemessung, Beziehungsverträge und Zusammenspiel interner und externer Informationsumgebung.